# A.S. Ilienne Amateur
A.S. Ilienne Amateur es un club de fútbol de San Pedro y Miquelón que actualmente compite en la Ligue SPM. El club juega sus partidos como local en el Estadio John Girardin. Con 28 títulos de Liga y 25 títulos de la Coupe de l'Archipel (incluidos al menos 22 dobles), el club es el más exitoso en la historia del territorio.

## Historia
El club fue fundado en 1953. El equipo fue fundado principalmente por Louis Quedinet, quien sería presidente del club durante treinta años y de la SPM League durante dieciocho años. Por sus esfuerzos, fue incluido en el Salón de la Fama del Fútbol de Terranova y Labrador en 2013.
En 1979, el equipo ganó la Challenge Cup de Newfoundland, Canadá y se ganó el derecho de representar a la provincia en el Challenge Trophy nacional a través de una final que contó con dos equipos de Saint Pierre y, por lo tanto, se celebró en la isla. Sin embargo, la asociación de Terranova anuló la victoria porque no quería que un equipo francés la representara en el torneo nacional. Los equipos de San Pedro y Miquelón no han sido invitados a participar en el torneo a partir de entonces.
Para la temporada 2019-20, A.S. Ilienne Amateur se convirtió en el segundo equipo de San Pedro y Miquelón en competir en la Francia metropolitana en la Copa de Francia después de que equipos de la isla ingresaran al torneo por primera vez en 2018-19. Antes de su partido de la tercera ronda contra el Lyon, ASIA recorrió el estadio Groupama, hogar del Olympique Lyonnais de la Ligue 1. El partido terminó con una derrota por 1-5, poniendo fin a la campaña del club durante el año.

## Estadio
El equipo juega sus partidos en casa en el Estadio John Girardin de 1.400 asientos.

## Palmarés
Al 17 de marzo de 2020.
- Trofeos Nickelson: 1960
- Trophée Crease: 1963
- Copa Desafío de Terranova: 1979
- Copa del Ministro de Terranova: 1984
- Coupe du Territoire: 16

1964, 1965, 1966, 1967, 1968, 1969, 1970, 1971, 1972, 1973, 1974, 1975, 1978, 1984, 1989, 1994, 1998 
- Coupe de l'Archipel: 25

1976, 1977, 1978, 1979, 1980, 1981, 1982, 1983, 1985, 1986, 1987, 1988, 1991, 1992, 1995, 1996, 2002, 2003, 2006, 2010, 2011, 2012, 2014, 2017, 2018 
- Campeonato de San Pedro y Miquelón: 28

1976, 1977, 1978, 1979, 1980, 1981, 1982, 1983, 1984, 1985, 1986, 1987, 1989, 1990, 1991, 1996, 2002, 2003, 2004, 2006, 2009, 2010, 2011, 2012, 2013, 2014, 2017, 2018